# 正四角台塔
正四角台塔（せいしかくだいとう、Square cupola）とは、4番目のジョンソンの立体である。
- 構成面：正三角形4枚、正方形5枚、正八角形1枚
- 辺：20
- 頂点：12

## 関連図形
| 正四角台塔柱 （底面に正八角柱を追加） | 正四角台塔反柱 （底面に正反八角柱を追加） | 同相双四角台塔 （底面同士で同相になるように貼り合わせる） | 異相双四角台塔 （底面同士で45°ずれるように貼り合わせる） |
| 正三角台塔 （台塔の角の数を減らす）   | 正五角台塔 （台塔の角の数を増やす）       | 側台塔切頂立方体 （底面に切頂六面体を追加）               |                                                          |